# 松川町水原
松川町水原（まつかわまちみずはら）は、福島県福島市の大字。郵便番号は960-1243。

## 地理
福島市街地の南西部、松川地区の西部に位置する。西で土湯温泉町、北で荒井・山田・平石、東で松川町関谷・松川町、南で二本松市塩沢、沢松倉、渋川、吉倉と接する。地内のほとんどが山地で占めているが、西から東へ流れる水原川周辺で水田が引かれている。地内にある笹森山には、放送局の送信所が設置されている。

### 河川
- 水原川

### 山岳
- 笹森山 - 649.9 m。
- 畳石山 - 719.6 m。
- 中作山 - 603 m。

### 字
- 赤坂
- 赤坂後
- 赤沼
- 旭
- 足坂
- 洗坂
- 庵堂
- 石内
- 石内前
- 石倉
- 石倉前
- 板山
- 板山前
- 右輪台
- 王谷
- 狼ケ森
- 大笹山
- 大沢尻
- 嘉左エ門新田
- 鹿島前

- 桂久保
- 桂久保平
- 金屑
- 金田
- 庚山
- 上足坂
- 上小倉
- 上台
- 上台前
- 上遠谷地
- 上野原
- 上谷地
- 唐滝
- 木曽内
- 狐穴
- 椚田
- 熊野堂
- 熊野前
- 倉前
- 小倉

- 極楽内
- 極楽内前
- 小倉前
- 小倉向
- 後藤橋
- 後藤橋山
- 小森
- 小谷地
- 金入道内
- 坂ノ下
- 作内
- 笹平
- 笹森
- 沢小谷
- 沢小谷向
- 沢向
- 山居
- 三合内
- 地蔵川
- 柴平

- 下台
- 下台前
- 障子
- 白石
- 神明山
- 諏訪田
- 関根
- 仙台内
- 仙台内前
- 平
- 平赤坂
- 血小沢
- 寺方
- 寺方前
- 戸ノ内
- 中沖
- 中条
- 中遠谷地
- 中ノ内
- 中屋敷

- 埴取
- 羽柴立
- 花折
- 葉木
- 日向道内
- 日向道内前
- 比丘尼石
- 不動前
- 不動山沢
- 山毛欅坂
- 弁天山
- 間ケ堀
- 又太郎内
- 松ノ木内
- 的場
- 政所
- 三石
- 三島
- 南

- 南沢
- 峰路
- 宮ノ下
- 室沢
- 物見峠
- 門田
- 八乙女
- 屋敷田
- 山神山
- 山際
- 与治内
- 脇久保

## 歴史

### 沿革
- 1889年（明治22年）4月1日 - 町村制施行により信夫郡水原村が発足。
- 1955年（昭和30年）3月20日 - 水原村が信夫郡松川町（旧）・金谷川村と合併し、新たに松川町（新）が発足。旧水原村域は松川町大字水原となる。
- 1966年（昭和41年）6月1日 - 松川町が福島市に編入され、大字水原は福島市松川町水原となる。

## 世帯数と人口の推移
| 年                 | 世帯数 （世帯） | 人口 （人） | 出典              |
| ------------------ | --------------- | ----------- | ----------------- |
| 1920年（大正9年）  | 248             | 1,618       | [ 4 ]             |
| 1947年（昭和22年） | 383             | 2,373       | [ 4 ]             |
| 2012年（平成24年） | 390             | 1,152       | [ 5 ]             |
| 2017年（平成29年） | 401             | 1,045       | 2017年6月30日現在 |

## 交通

### 鉄道
地内に鉄道は通っていない。

### バス
- 福島交通福島支社
  - まつかわ西幼稚園経由水原
    - （医大病院） - …… - （小池） - 関根 - 宮の下 - 水原作の内 - 石内 - 小倉 - 大門 - 笹森山入口 - 水原小学校 - 極楽内 - 上原 - 石倉 - 山居 - 狼ヶ森

### 道路
- 国道115号（土湯バイパス）
- 国道459号
- 福島県道52号土湯温泉線
- 福島県道148号水原福島線
- 福島県道194号金谷川停車場石内線

## 施設など
- 陸上自衛隊水原演習場
- 水原郵便局
- 福島市立水原小学校
- 福島カントリークラブ
- 道の駅つちゆ
- 泉竜寺
- 水原神社